# رودريغو مسكارينهاس
رودريغو مسكارينهاس مواليد 28 يناير 1982، هو لاعب كرة سلة من جمهورية الرأس الأخضر. بدأ مسيرته الاحترافية في سنة 1999. يبلغ طوله 6 قدم 5 بوصة (2.0 م).

## روابط خارجية
- رودريغو مسكارينهاس على موقع الاتحاد الدولي لكرة السلة (الإنجليزية)
- رودريغو مسكارينهاس على موقع كرة السلة الأوروبية.كوم (الإنجليزية)
- رودريغو مسكارينهاس على موقع ريلجم (الإنجليزية)
- رودريغو مسكارينهاس على موقع بروبوليرز (الإنجليزية)